# Baulny
Baulny é uma comuna francesa na região administrativa de Grande Leste, no departamento de Meuse. Estende-se por uma área de 3,91 km². Em 2010 a comuna tinha 18 habitantes (densidade: 4,6 hab./km²).